# اوریوش-بیتوللینو
اوریوش-بیتوللینو (انگلیسی: Uryush-Bitullino) یک شهرک در شهرستان کاراایدلسکی استان باشقیرستان کشور روسیه است.